# 高村凛
高村 凛（たかむら りん、1979年〈昭和54年〉5月19日 - ）は、愛知県名古屋市出身のモデル、女優。プラチナムプロダクション所属。

## 人物
- 名古屋大学教育学部附属中学校・高等学校・青山学院女子短期大学芸術学科卒業。
- 2000年、ミス青短に選ばれる。
- 専攻はデザイン・油絵。
- 趣味はヨガ、ピラティス。

## 略歴
- 高校生時代、東京の事務所にスカウトされ、名古屋から週末上京し、「原田志乃」名義でCMモデル、グラビアアイドル、歌手などの活動を始める。
- 大学進学と同時に、活動の場を東京に移す。
- 2000年より「椋名凛」に改名し、2005年までJJモデルとして活動。
- 2003年9月、映画『HAZARD』（園子温監督）でヒロインとして映画デビュー。
- 2009年からは香港でモデルとして活動開始。広告、ショー出演等の活動の場を広げる。
- 2010年10月、ロードレーサーの高村直樹と結婚。
- 2011年、第1子（長男）を出産。
- 2012年、第2子（長女）を出産。
- 2013年12月、芸名を椋名凛から結婚後の名字の「高村凛」に変えることをブログで発表した。
- 2015年7月、双子を妊娠していることを公表[2]。同年11月、第3・4子となる男（次男）・女（次女）の双子を出産[3]。
- 2018年、第5子（三女）を出産。

## 出演

### CM・広告
- 日本コカ・コーラ「ファンタ」（2005年） - 教師 役
- H.I.S.「Ciao」（2007年） - 夫婦 役 ※メインキャラクターは蛯原友里、押切もえ
- HSBCホールディングス「HSBC銀行」（2008年）
- サントリー「カクテルカロリ。」（2008年） - ガールズバンド 役（ベーシスト[4]） ※メインキャラクターは優香
- 大塚ベバレジ「MATCH」（2009年） - 芸能レポーター 役（ピーコさん東京編[注 2][7]） ※メインキャラクターは南明奈、ピーコ
- みつばち保険グループ「みつばちほけん」（2014年） - 夫婦 役（2014年） ※メインキャラクターは壇蜜（壇みつばち 役）
- ソフトバンク「子育て見守りサービス」（2014年） - 高村直樹と共演。店頭CMおよびWEBでのPV
- AQUOS「CRYSTAL X」（2015年） - 高村直樹と共演
- 日立製作所「日立冷蔵庫」（2014年） - 高村直樹と共演。店頭CMおよびWEBでのPV
- 日本ケンタッキー・フライド・チキン「ケンタッキークリスマス」（2014年）
- プリンスホテル「プリンススノーリゾート」（2014年 - 2015年） - プロスキーヤーの皆川賢太郎と共演
- セブン-イレブン「クリスマス」（2020年）
- トヨタ自動車「アルファード」（2021年） - WEB限定CM

### テレビドラマ
- ランチの女王（2002年、フジテレビ）
- anego 第1話（2005年、日本テレビ） - 千葉かおり 役
- 27歳の夏休み（2005年6月30日、TBS）
- 恋におちたら〜僕の成功の秘密〜（2005年、フジテレビ）
- ロング・ウエディングロード!〜東京VS大阪ワケアリ婚物語（2007年7月30日、TBS）
- 週刊 赤川次郎『美しい闇』（2007年、テレビ東京）
- 黒い太陽スペシャル'07（2007年9月21日、テレビ朝日）
- 医龍-Team Medical Dragon-2（2007年、フジテレビ）
- 特命係長 只野仁スペシャル'08（2008年2月2日、テレビ朝日）
- 7人の女弁護士2 第5話（2008年、テレビ朝日）
- 課長 島耕作 2 〜香港の誘惑〜（2008年10月1日、日本テレビ）
- 斉藤さん2（2013年7月13日 - 9月21日、日本テレビ） -　お母さん 役 ※レギュラー
- 大河ドラマ「軍師官兵衛」第11話（2014年、NHK） - 遊女 役
- 放送90年 大河ファンタジー 「精霊の守り人」（2016年、NHK） - 主人公の幼少期の母 役
- 俺のスカート、どこ行った? 第5話（2019年5月18日、日本テレビ） ‐ 庄司瑞希 役
- 最高のオバハン 中島ハルコ 第6話（2021年5月15日、東海テレビ・フジテレビ系）

### その他のテレビ番組
- ミスター香港決勝大会’09（2009年8月 TVB） - ゲスト審査員
- ジョブチューン アノ職業のヒミツぶっちゃけます!（2013年10月 - 、TBS） - レギュラー（モデル）

### ラジオ
- 品川近視クリニックPRESENTS「プレスタ」（2010年4月 - 6月、Inter FM） - メインパーソナリティ

### DJ
- ALMANI BAR（2009年8月、香港）
- フィーバー（2010年1月、香港）
- PLAY（2010年1月、香港）
- CLASSIC CLUB（2010年2月、広州、中国）
- ルバロン（2010年2月、東京）
- 福岡アジアコレクション GOLD（2010年3月21日）
- ヘネシープレゼンツDJ RIN K 椋名凛ツアー（2010年3月25日 - 4月17日、香港）
- it girls LADY FINGERS FUSION 六本木（2010年5月15日、東京）
- GIRLS UP!ファッションショー 韓国「CLUB ANSER（2010年5月20日、韓国・ソウル）
- it girlsTOKYO TABLOID 東京（2010年7月14日、東京）
- GIRLS DJ PARTY「WHY CLUB」香港（2010年8月26日、香港）
- BRILLIANTE LAUNCH PARTY「HABITAT LOUNGE」香港（2010年8月28日、香港）
- Lady fingers　ageha launge（2010年9月17日、東京）

### 映画
- 深紅（2005年）
- HAZARD（2006年） - ミサ 役
- BOMBYX MORI（2006年）
- 向日葵〜君に焦がれる物語〜（2010年） - 愛 役
- ハンドメイドエンジェル（2010年、マジカル）
- honey（2018年、東映） - 奈緒の幼少期の母 役

### ビデオ・DVD
- SONYPS3夏之盛放（2009年、香港） - 7人のグラビアモデルによる競作

### ファッションショー
- トリンプ ファッションショー（2009年4月、香港）
- BAUHAUSジーンズ ファッションショー（2009年5月、香港）
- ワールドトレードセンター「ジャパンブランドファッションショー」（2009年6月、香港）

### ネット配信
- ワコール（2006年） - ネットCM
- ファンケル（2014年） - メイクアップモデル

### 広告
- Disney水着コレクション 2009Summer Collection（2009年、香港） - イメージガール
- Hong Kong Beer Festival LKF（2009年、香港） - イメージガール
- アルマーニバー香港ハロウィン（2009年10月、香港） - イメージガール
- カールスバーグビール CHILL（2009年、香港） - イメージガール

## 作品

### 書籍
- 回家之味-日本食100軒ガイドブック香港ー（2009年7月、尚方文化出版社（香港））

### 写真集
- 「KISS」ポストカード写真集3部作（2009年、モデルジェネシス出版社（香港））
- SONYPS3写真集「夏之盛放」（2009年7月、SONY 香港） - 7人のグラビアモデルによる競作

### シングル
- Change up･･･すべてをかえて（1997年7月21日、バンダイミュージック） - 原田志乃名義。COMIC CD-ROM「チェンジ」（原作：小山ゆう）イメージソング。元C-C-Bの笠浩二プロデュース作品。

「Change up･･･すべてをかえて」（作詞：小林浩＆笠浩二 / 作曲：笠浩二 / 編曲：米川英之）
「Summer Breeze」（作詞：笠浩二＆原田志乃 / 作曲：笠浩二 / 編曲：米川英之）